# Mount Holly, New Jersey
Mount Holly är administrativ huvudort i Burlington County i New Jersey. Vid 2010 års folkräkning hade Mount Holly 9 536 invånare.